# Carmi Thompson

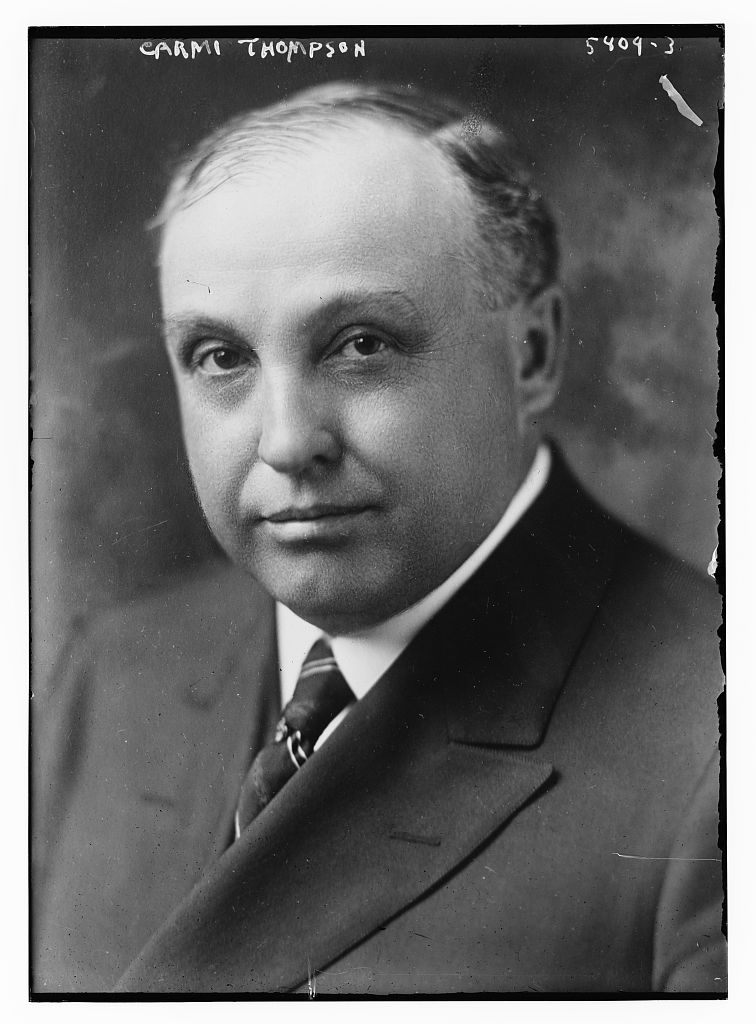
Carmi Thompson

Carmi Alderman Thompson (* 4. September 1870 im Wayne County, West Virginia; † 22. Juni 1942 im Cuyahoga County, Ohio) war ein US-amerikanischer Politiker, Offizier und Regierungsbeamter. Er gehörte der Republikanischen Partei an.

## Werdegang
Carmi Alderman Thompson, Sohn von Mary Elizabeth Polley (1850–1917) und Granville Thompson (1841–1929), wurde ungefähr fünf Jahre nach dem Ende des Bürgerkrieges im Wayne County geboren. Im Alter von drei Jahren zog die Familie nach Ohio und ließ sich in Ironton (Lawrence County) nieder. Er wuchs dort auf und graduierte 1886 an der Ironton High School. Danach besuchte er die Ohio State University und machte dort 1892 seinen Abschluss. Im Anschluss unterrichtete er zwei Jahre lang an der High School in Bement (Illinois). Er studierte dann Jura an der juristischen Fakultät der Ohio State University und machte dort 1895 seinen Abschluss. Nach dem Erhalt seiner Zulassung als Anwalt begann er in Ironton zu praktizieren. Thompson wurde zum City Solicitor von Ironton ernannt und später gewählt. Er bekleidete den Posten von 1896 bis 1903.
Während dieser Zeit kämpfte er im Spanisch-Amerikanischen Krieg. Thompson bekleidete zu jener Zeit den Dienstgrad eines Captains in der Kompanie I im 7. Infanterieregiment von Ohio. Zwischen 1901 und 1906 war er Colonel im 7. Regiment der Ohio National Guard und 1926 Commander in Chief bei den United Spanish War Veterans.
Thompson wurde 1903 in das Repräsentantenhaus von Ohio gewählt und dann zweimal wiedergewählt. Er war von 1904 bis 1906 als Abgeordneter tätig. Während seiner letzten Amtszeit bekleidete er den Posten als Speaker. Thompson wurde 1906 zum Secretary of State nominiert und später gewählt. Daraufhin trat er von seinem Sitz im Repräsentantenhaus zurück und bekleidete den Posten zwischen 1907 und 1911. Präsident William Howard Taft ernannte ihn zum Treasurer of the United States – ein Posten, welchen er vom 22. November 1912 bis zum 31. März 1913 innehatte. Thompson war danach im Eisenerz- und Reedereigeschäft tätig. 1921 saß er im Beratungsausschuss der Konferenz zu Begrenzung von Rüstungsgütern, welche in Washington, D.C. stattfand. Präsident Calvin Coolidge ernannte ihn zum Sonderbeauftragten, der sich einen Überblick über die Wirtschaft und binnenwirtschaftlichen Bedingungen der Philippinen machen sollte. Er kandidierte 1922 erfolglos für das Amt des Gouverneurs von Ohio. Der Demokrat A. Victor Donahey ging damals als Sieger aus dem Rennen. Thompson verstarb am 20. Juni 1942 während des Zweiten Weltkrieges im Cuyahoga County und wurde dann auf dem Woodland Cemetery in Ironton beigesetzt.